# Флёри, Жан-Андре-Эркюль де Россе
Жан-Андре-Эркюль де Россе де Сей (фр. Jean-André-Hercule de Rosset de Ceilhes; 26 августа 1726 — 23 октября 1781, Париж), называемый командором де Флёри — французский генерал.

## Биография
Пятый сын Жана-Эркюля де Россе, герцога де Флёри, и Мари де Ре.
Мальтийский рыцарь великого приорства Франции (16.09.1731). В следующем году кардинал Флёри добился для него права принять магистерское командорство, несмотря на то, что его внучатый племянник ещё был несовершеннолетним и не прошёл посвящения.
27 февраля 1738 под именем шевалье де Валькьера стал корнетом Королевского драгунского полка, кампмейстером которого был его брат герцог де Флёри. Гардемарин Тулонского департамента под именем шевалье де Флёри (18.05.1739). После двух кампаний произведён в мичманы (1.05.1741).
В 1740 году получил магистерское командорство в Салене во Франш-Конте, которое в 1743-м уступил брату, получив более престижное в Пьетоне в Эно (там находилась магистерская палата великого приорства Франции, и до 1777 года ему подчинялись все орденские учреждения в Эно и Камбрези), после чего стал именоваться командором Флёри.
Капитан в Королевском Польском полку (22.08.1743), 24-го перешёл с ротой в Королевский драгунский полк и командовал ею на Рейне в течение кампании того года.
8 июня 1744 стал полковником пехотного полка Флёри (прежний Бофремона), командовал им во Фландрской армии, которая прикрывала осады Менена, Ипра и Фюрна; остаток кампании провёл в лагере под Куртре. Был послан с полком в Лилль, чтобы обеспечить оборону в случае вражеского нападения. Начал кампанию 1745 года в составе Нижнерейнской армии, 1 июня переведён с полком во Фландрскую армию, к которой присоединился 20-го. В том году участвовал в осадах Термонде и Ата, в 1746-м в осадах Брюсселя и Монса, и битве при Року, в 1747-м в осаде Берг-оп-Зома, в 1748-м в осаде Маастрихта. Бригадир (10.05.1748).
31 января 1749 переведён кампмейстером в кавалерийский полк Флёри (прежний Вобрёна) и переименован в бригадиры кавалерии. В 1753 году командовал кавалерией в лагере под Гре.
15 марта 1757 направлен в Германскую армию, участвовал в битве при Хастембеке, взятии нескольких крепостей в Ганноверском курфюршестве, марше к Целлю. В 1758 году вернулся во Францию. В 1759 году отступил к Маасу после битвы при Миндене. В 1760 году также служил в Германской армии. Кампмаршал (20.02.1761), сложил командование полком. В 1761—1762 годах продолжал службу в Германии.
В 1763 году, после смерти дяди, Понса де Россе, стал губернатором Монлуи. В 1780 году получил чин генерал-лейтенанта. Умер в следующем году, так и не принеся рыцарского обета, поскольку на правах кардинальского внучатого племянника получил отсрочку, регулярно продлевавшуюся, благодаря чему мог пользоваться орденскими бенефициями.